# Ceriana brunnecorporalis
Ceriana brunnecorporalis är en tvåvingeart som beskrevs av Yang och Cheng 1998. Ceriana brunnecorporalis ingår i släktet griffelblomflugor, och familjen blomflugor.
Artens utbredningsområde är Tibet. Inga underarter finns listade i Catalogue of Life.